# Francis Crozier

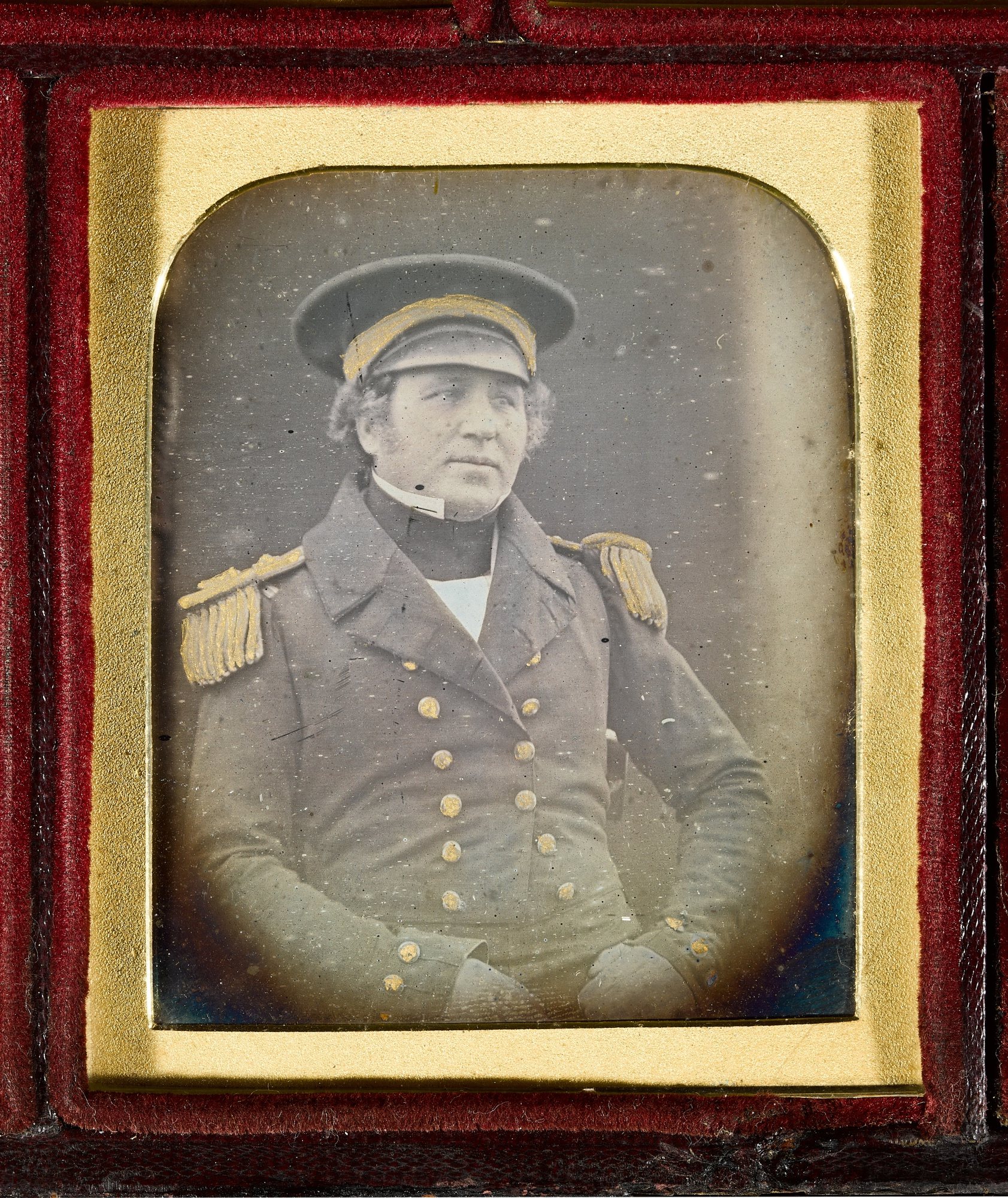
Francis Crozier als Kommandant der Terror

Francis Rawdon Moira Crozier (* 16. August 1796 in Banbridge, County Down, Irland; † Winter 1848 in der Nähe der King-William-Insel, Kanada) war ein irischstämmiger Offizier der britischen Royal Navy, der an mehreren Expeditionen in Arktis und Antarktis beteiligt war. Er starb vermutlich im Winter 1848 in der kanadischen Arktis um die King-William-Insel beim vergeblichen Versuch, die letzten Überlebenden der Franklin-Expedition nach Süden zum Back River zu führen.

## Leben
Er wurde am 16. August 1796 als fünfter Sohn des wohlhabenden Rechtsgelehrten George Crozier im nordirischen Banbridge geboren. Bereits im Alter von 13 Jahren meldete er sich freiwillig zum Dienst in der Royal Navy und diente ab Juni 1810 auf der HMS Hamadryad. Seine Marinelaufbahn führte ihn schnell weiter über die HMS Meander und die Queen Charlotte, bis er schließlich 1812 auf der HMS Briton (Capt. Thomas Staines) im Rang eines Midshipman in den Pazifik segelte. Auf der Insel Pitcairn kam er 1814 in Kontakt mit den Nachkommen der Bounty-Meuterei.
1817 schließlich, im Alter von knapp 21 Jahren, bestand er die Prüfung für sein Offizierspatent und fuhr im Rang eines Maates (der vom jeweiligen Kapitän des Schiffes nach freiem Ermessen vergeben wurde) auf der Dottrell zum Kap der Guten Hoffnung. Nach seiner Rückkehr 1820 traf er auf Kapitän William Edward Parry, der gerade seinen zweiten Versuch plante, mit den Schiffen Fury und Hecla die legendäre Nordwestpassage zu entdecken und zu durchsegeln.
Crozier nahm an dieser Expedition 1821 als Midshipman auf Parrys Schiff Fury teil, wo er auch seinen späteren engen Freund James Clark Ross kennenlernte, der hier ebenfalls Dienst als Midshipman tat. Die Expedition führte Crozier in die Gegend der Melville-Halbinsel und brachte ihn erstmals in Kontakt mit den Ureinwohnern der Nordpolarregionen, den Inuit. Auch die erste Erfahrung einer Überwinterung in einem vom Eis eingeschlossenen Schiff widerfuhr ihm hier.
Sowohl Crozier als auch Ross nahmen auch an Parrys dritter Expedition 1824 teil, die mit dem Verlust der Fury bei Somerset Island endete. Zu seinen Aufgaben zählte hierbei die Überwachung der magnetischen Experimente und astronomischen Untersuchungen, die eine solche Expedition durchzuführen hatte. Crozier wurde für seine Verdienste zum Sub-Lieutenant befördert sowie in die Royal Astronomical Society aufgenommen.
Er diente ab 1831 auf der HMS Stag vor Portugal. Als 1835 sein Freund James Clark Ross mit dem Kommando über eine Rettungsexpedition für vermisste Walfangboote im Polarmeer betraut wurde, übernahm Crozier, nun zum Rang eines Lieutenant befördert, die Stelle als erster Offizier auf der HMS Cove. Die Walfänger konnten gerettet werden, und Crozier wurde bei seiner Rückkehr zum Commander befördert. Er erwarb sich den Ruf eines tadellosen und fähigen Seemannes, der ihm als einfachem irischen Bürger trotz vieler Ressentiments von Seiten der überwiegend britischen und adeligen Admiralität eine gute Karriere in der Royal Navy ermöglichen sollte.
1839 nahm Crozier wieder als zweithöchster Offizier auf einer vierjährigen Antarktisexpedition unter der Leitung von James Clark Ross teil. Die Expedition bestehend aus den Schiffen Erebus und Terror, letztere unter Croziers Kommando, lief im August 1840 in Hobart, der Hauptstadt der britischen Kolonie Van-Diemens-Lands – das heutige Tasmanien – ein. Er wurde hier vom Gouverneur der Kolonie Sir John Franklin, der selbst ebenfalls einige Expeditionen in die Arktis befehligt hatte, freundlich aufgenommen und verliebte sich bald in dessen Nichte, Sophia Cracroft (1816–1892). Obwohl diese seine Heiratsanträge zweimal abwies, blieben die beiden bis zuletzt in engem Kontakt.
Die Expedition wurde als großer Erfolg bekannt, die Schiffe drangen weiter in das Packeis der Antarktis nach Süden vor als je ein Mensch vor ihnen (bis 78°10' südlicher Breite), erreichten als erste das Gebiet um den magnetischen Südpol und kartographierten einen großen Bereich. Zudem war kein einziger Verlust an Mannschaftsmitgliedern zu beklagen. Crozier wurde noch während der Expedition zum Captain befördert sowie 1843 in die Royal Society aufgenommen.

## Die letzte Expedition
Motiviert von diesem Erfolg wurde der öffentliche Druck auf die Admiralität immer größer, endlich die Entdeckung und Durchquerung der Nordwestpassage zu forcieren. Die beiden Schiffe Erebus und Terror wurden zu diesem Zweck zusätzlich verstärkt und mit Zusatzmotorisierung in Form von leicht umgebauten Dampflokomotiven, die einen abnehmbaren Propeller antrieben, versehen. Das Kommando über die Expedition erhielt der bereits 59-jährige John Franklin; Crozier, der wohl als Kandidat auf die Führung der Expedition nur deswegen abgelehnt wurde, weil er den Vorstellungen der Admiralität in Bezug auf sozialen Status nicht recht entsprechen konnte, übernahm erneut als zweithöchster Offizier der Expedition das Kommando über die Terror. Die Schiffe überwinterten bereits zum zweiten Mal vom Eis eingeschlossen und hatten mehrere Verluste an Menschenleben zu beklagen, als schließlich im Sommer 1847 Sir John Franklin an bis heute ungeklärter Ursache starb. Crozier übernahm entsprechend der militärischen Hierarchie das Kommando über die Expedition. Als nach dem Winter 1847/48 die Vorräte knapp wurden, befahl Crozier im Frühjahr 1848, die weiterhin vom Eis eingeschlossenen Schiffe zu verlassen, und versuchte, die verbleibende Mannschaft nach Süden zu führen. Nach und nach starben alle verbleibenden Expeditionsteilnehmer an den Wirkungen von Kälte, äußerster körperlicher Erschöpfung, Mangel an Nahrung und vor allem an Vitamin C, und wohl auch an Vergiftungserscheinungen durch einen erwiesenermaßen sehr hohen Bleianteil in den mitgeführten Konservendosen.
Eine große Suchaktion nach der vermissten Expedition lief ab 1848 an, James Clark Ross wurde mit der Leitung einer Suchexpedition betraut, und auch Sophia Cracroft beteiligte sich – genau wie Lady Franklin – unter großem Einsatz persönlichen Vermögens daran, immer weitere Expeditionsschiffe auszurüsten und loszuschicken. Nachdem in den folgenden 10 Jahren immer klarer wurde, dass die Expedition ein fatales Ende genommen haben musste, brachte 1859 eine letzte, von Lady Franklin finanzierte Expedition unter Führung Francis Leopold McClintocks die endgültige Gewissheit: Sie fanden auf der King-William-Insel mehrere Leichen sowie eine von Crozier und James Fitzjames, dem Kommandanten der Erebus, unterzeichnete Nachricht, die das Schicksal der Expedition bis zum Verlassen der Schiffe dokumentierte.

## Ehrungen

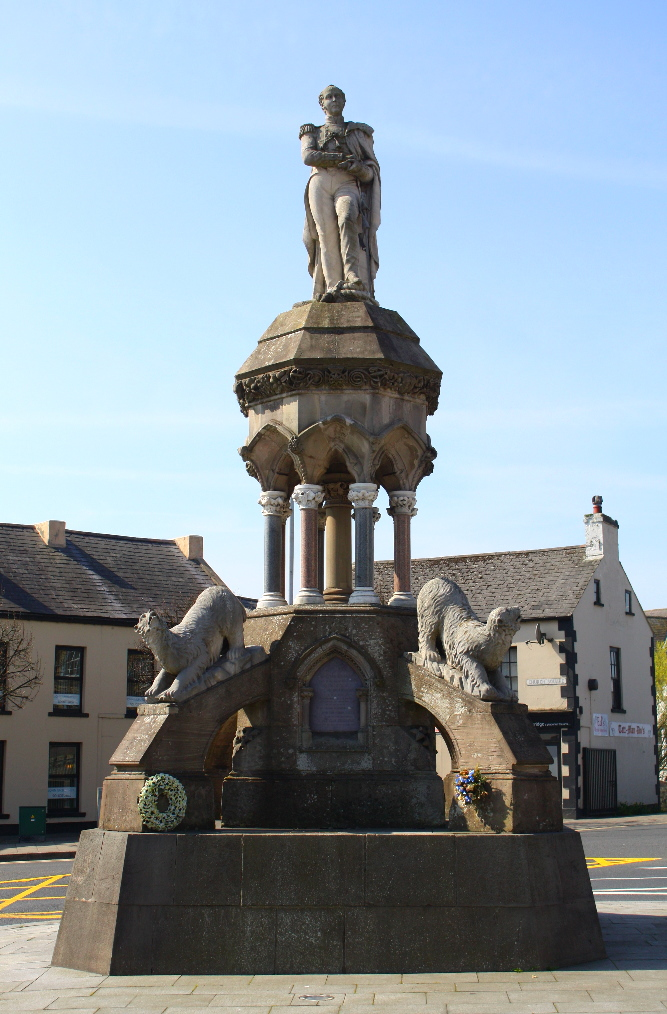
Sein Denkmal in Banbridge (Irland)

Nach Crozier sind eine Vielzahl geographischer Gegebenheiten benannt: ein Kap Crozier auf der Ostseite der Ross-Insel in der Antarktis, ein Kap Crozier auf der Westseite der King-William-Insel und ein Kap Crozier beim westlichen Eingang der „Gnadenbucht“ auf der Banksinsel, in der die Investigator unter Robert McClure, der später als tatsächlicher Entdecker der Nordwestpassage gefeiert wurde, zwei harte Winter verbrachte. Weiterhin sind die Crozier-Straße zwischen der Cornwallis-Insel und der Bathurst-Insel nach ihm benannt sowie der Crozier-Fluss, der in der Nähe der Fury-und-Hecla-Straße zu finden ist. Auf Spitzbergen liegt Crozier-Point, im Norden der Banksinsel liegt der Crozier-Kanal. Auch die Crozier-Insel im Kennedy-Kanal trägt seinen Namen, ebenso der Mondkrater Crozier. Vermutlich ist auch der Mont Crozier auf der Île Kerguelen nach ihm benannt.
Heute ist er der meistgeehrte Kapitän in der Geschichte der Royal Navy.